# Tiborc
A Tiborc férfinév  a latin Tiburtius családnévből ered, amelynek jelentése: (a Róma közeli) Tibur városból (mai nevén Tivoli) való.

## Rokon név
- Tibor

## Gyakorisága
Az 1990-es években szórványos név, a 2000-es években nem szerepel a 100 leggyakoribb férfinév között.

## Névnapok
- április 14.[2]
- augusztus 11.[2]

## Híres Tiborcok
- Katona József Bánk bán című drámájának szereplője.